# 耶廷根-谢帕赫
耶廷根-谢帕赫是德国巴伐利亚州的一个市镇。总面积54.14平方公里，总人口6669人，其中男性3316人，女性3353人（2011年12月31日），人口密度123人/平方公里。1907年，克劳斯·冯·施陶芬贝格生于此地。